# Інженери світу-кільця
«Інженери світу-кільця» (англ. The Ringworld Engineers) — науково-фантастичний роман американського письменника Ларрі Нівена, виданий у 1979 році. Це перший сиквел до роману Нівена «Світ-кільце», і він був номінований на премії «Г'юго» та «Локус» у 1981 році.

## Історія
У вступі до роману Нівен зазначає, що спочатку не планував писати більше одного роману про «Світ-кільце», але вирішив це зробити великою мірою через підтримку фанатів. По-перше, популярність роману зумовила попит на продовження. По-друге, багато шанувальників вказали на численні інженерні проблеми, описані в романі. Основна проблема полягала в тому, що «Світ-кільце», бувши жорсткою структурою, насправді не був на орбіті навколо зірки, яку охоплювало кільце, і зрештою міг зіткнутися зі своїм сонцем та зруйнуватися. У вступі Нівен згадує, що студенти МТІ, які були присутні на Всесвітньому конвенті наукової фантастики у 1971 році, скандували: «Світ-кільце нестабільний! Світ-кільце нестабільний!». Однією з причин написання роману «Інженери світу-кільця» було прагнення розв'язати ці інженерні проблеми.

## Сюжет
Недавній скинутий лідер Підступних, Гайндмоуст, викрадає людину, яку звати Луїс Ву (який став залежним від дротової стимуляції) та кзіна Чмі, який раніше був відомий як «Мовець-до-тварин». Обидва брали участь в оригінальній експедиції на Кільце. Гайндмоуст сподівається отримати технології Кільця, зокрема трансмутацію речовини, щоб повернути собі владу.
Діставшись Кільця, Луїс і Чмі вирушають на дослідження, тоді як Гайндмоуст залишається на зорельоті. Луїс і Чмі таємно планують повалити Гайндмоуста, щоб повернутися додому. У своїх мандрах вони зустрічають кілька гомінідів, вид яких еволюціонував на Кільці, і дізнаються більше про відтворені на ньому континенти різних світів, включаючи Землю, Марс і Кзін.
Вони виявляють, що Кільце стало нестабільним і невдовзі зіткнеться зі своєю зіркою. Будівельники Кільця, які виявляються Пак Протекторами, давно вимерли, а реактивні двигуни, встановлені по краю для підтримки положення Кільця, були демонтовані для використання як двигуни зорельотів. Чмі вирушає на копію поверхні Кзіна для власних цілей, тоді як Луїс шукає спосіб врятувати трильйони мешканців Кільця.
На «карті» Марса возз'єднана група (та двоє місцевих жителів) знаходить контрольну кімнату Кільця, розташовану в лабіринті під поверхнею. Контрольна кімната містить житлові приміщення та інші системи, зокрема систему захисту від метеорів. Ця система використовує надпровідникову сітку, вбудовану в підлогу Кільця, щоб маніпулювати магнітним полем зірки та спричиняти спалахи, які живлять гігантський лазерний промінь.
Вони зустрічають Тілу Браун, людину з першої експедиції, яка залишилася на Кільці. Вона та її коханий Сікер натрапили на «Дерева Життя». Запах коренів змусив їх з'їсти їх, і Тіла перетворилася на Пак Протектора із суперінтелектом та надзвичайною силою, проте Сікер помер через старість. Як Пак Протектор, Тіла не може повністю контролювати свої дії, оскільки її інстинкти змушують її захищати мешканців Кільця. Це призводить до дилеми: Тіла знає спосіб врятувати Кільце, але це означатиме загибель 5 % населення. Цього вона не може зробити. Вона намагається привести Луїса та інших до місця, де вони зможуть врятувати інших 95 %, хоча її інстинкти змушують її чинити опір.
Після цього Луїс розуміє, що робити. Тіла повернула двигуни зорельотів до їх початкового призначення як реактивні двигуни, але їх вистачає лише на 5 % зовнішньої площі Кільця. Луїс пояснює, що система захисту від метеорів може створити величезний спалах зірки, що надасть у 20 разів більше палива для реактивних двигунів і дозволить компенсувати їхню нестачу й повернути Кільце на місце. Проте радіація від цього спалаху вб'є все живе на цій частині Кільця. Це завдання виконує Гайндмоуст, який краще за всіх управляється з контрольними системами.
Луїс і решта групи продовжують шукати нове місце для життя, тоді як Гайндмоуст залишається на безпечному зорельоті.

## Серія творів
Окрім очевидних посилань на попередній роман «Світ-кільце», роман «Інженери світу-кільця» також використовує ідеї з роману Ларрі Нівена «Протектор», опублікованого у 1973 році, щоб пояснити долю Тіли Браун.

## Історія публікацій
- 1979, США, журнал Galileo, у 4 частинах: липень 1979, вересень 1979, листопад 1979, січень 1980
- 1979, США, Phantasia Press, ISBN 0-932096-03-4, видання обмежено до 500 примірників
- 1980, США, Holt, Rinehart, and Winston, ISBN 978-0-03-021376-2, тверда обкладинка
- 1981, США, Ballantine Books ISBN 978-0-345-26009-3, м'яка обкладинка
- 1985, США, Ballantine Books ISBN 978-0-345-33430-5, 12 листопада 1985, м'яка обкладинка
- 1997, США, Ballantine Books ISBN 978-0-345-41841-8, 23 червня 1997, м'яка обкладинка
- 1992, Великобританія, Orbit Books ISBN 978-1-85723-111-3, 12 серпня 1992, м'яка обкладинка

## Відгуки
Chicago Sun-Times написала: «Для нових читачів це захоплива пригода. Для давніх шанувальників серії „Відомий космос“ або першого роману є всі ті риси, що радують нас у творчості Нівена: гострий гумор і динамічний сюжет».
Томас М. Вагнер із SFreviews.net у 2001 році дав роману оцінку 4 з 5, вищу, ніж першій книзі. Він визнав деякі частини сюжету застарілими, але похвалив Нівена за вміння гармонійно поєднувати уяву та науку.